# Mitte-links
Der Begriff Mitte-links bezieht sich auf die politische Verortung politischer Inhalte oder politischer Akteure (Bündnisse, Parteien, Einzelpersonen, Gruppen). Diese Verortung basiert dabei auf der Annahme, dass die politischen Akteure in ein Links-rechts-Spektrum eingeordnet werden können.
Der Begriff Mitte-links kann dabei zum einen die Verortung eines einzelnen Akteurs in diesem Spektrum bezeichnen. Zum anderen kann Mitte-links auch ein Bündnis von Akteuren bezeichnen, die verschiedenen Positionen in dem Spektrum zugeordnet werden. Im zweiten Fall ist Mitte-links die Kurzbezeichnung für eine politische Kooperation von zwei oder mehr Parlamentsparteien aus der „Mitte“ und dem „linken“ Teil des Parteienspektrums.

## „Mitte-links“ als Bezeichnung für Bündnisse
In den meisten Fällen erfolgt die Kooperation zum Zweck der Regierungsbildung, doch kann sie bei Kleinparteien auch ein Wahlbündnis zur Verbesserung der Wahlchancen sein.
Im Regelfall ist unter den Linksparteien mindestens eine sozialdemokratisch bzw. sozialistisch orientierte Gruppierung.
Ob eine rot-grüne Koalition als „Mitte-links“- oder als reine „Links“-Regierung anzusehen ist, hängt von der/den dominierenden Parteien ab. Ist eine sogenannte Volkspartei (wie etwa die SPD) darunter, ist wohl ein Teil der politischen Mitte einbezogen. Doch kann ein starker Linksflügel das zu verhandelnde Regierungsprogramm mehr aus der Mitte verschieben als es die Großpartei für sich tun würde.
Ein Beispiel für ein Mitte-links-Bündnis auf kommunaler Ebene in Deutschland ist die Wahlinitiative Gemeinsam für Dresden zur Dresdner Oberbürgermeisterwahl 2015, welche sowohl von der Partei Die Linke als auch von den eher in der Mitte orientierten Parteien SPD, Bündnis 90/Die Grünen und die Piratenpartei unterstützt wurde.

### Bekannte Mitte-links-Bündnisse in Italien
Zu den Ländern mit häufigen Mitte-links-Bündnissen (aber auch einigen Mitte-rechts-Gruppierungen) zählt Italien. Hier waren in den letzten Jahrzehnten eine Reihe von Kooperationen und Koalitionen zu verzeichnen, die mit insgesamt etwa einem Dutzend kleinerer Parteien und in wechselnder Zusammensetzung entstanden. Ferner haben seit den 1990er-Jahren auch Bündnisse mit großteils identischen Partnern unter verschiedenen Namen firmiert:

#### L’Ulivo (1996–2001)
Das Mitte-links-Bündnis L’Ulivo (italienisch für Olivenbaum) gewann die Parlamentswahl 1996 und regierte anschließend bis 2001. In dieser Zeit stellte der Ulivo drei Premierminister: Romano Prodi bis zu seiner verlorenen Vertrauensabstimmung im Oktober 1998, danach Massimo D’Alema und schließlich Giuliano Amato. Nach 2001 stand das Parteienbündnis in Opposition zur Mitte-rechts-Regierung von Silvio Berlusconi.
Der Olivenbaum vereinigte folgende Parteien:
- Democratici di Sinistra (DS, Linksdemokraten)
- La Margherita – Democrazia è Libertà (Margherita)
- Federazione dei Verdi (Föderation der Grünen)
- Socialisti Democratici Italiani (SDI)
- Popolari-Unione Democratici per l’Europa (Popolari-UDEUR)
- Partito dei Comunisti Italiani (PdCI)
- und drei kleinere Gruppierungen.

Sie traten unter der Scheinliste Paese Nuovo (Neues Land) zur Parlamentswahl 2001 an.

#### L’Unione (2005–2008)
Das Mitte-links-Bündnis erweiterte sich für 13 Regionalwahlen Anfang April 2005 um die Kommunisten – den Partito della Rifondazione Comunista („Rifondazione“) – und nannte sich nun L’Unione. Dieses Bündnis war erfolgreich, sodass es auch bei den Parlamentswahlen 2006 gegen Berlusconi antrat. In Vorwahlen wurde der frühere Ministerpräsident Romano Prodi zum Spitzenkandidaten bestimmt und gewann die Wahlen hauchdünn mit 0,06 Prozent Stimmenvorsprung. Ohne gemeinsame Wahllisten wäre dies vermutlich nicht gelungen.
Am 14. Oktober 2007 schlossen sich die Democratici di Sinistra und La Margherita zur Demokratischen Partei (Partito Democratico) zusammen, die ebenfalls dem Mitte-links-Spektrum zugeordnet wird.
Das Wahlbündnis L’Unione wurde im Hinblick auf die vorgezogenen Parlamentswahlen 2008 aufgelöst.

#### Frühere Mitte-links-Bündnisse in Italien
Jahrzehntelang regierte in Italien eine Mitte-links-Koalition unter Führung der Democrazia Cristiana (DC). Sie war allerdings wiederholt vom Zerfall und ungeplanten Neuwahlen bedroht, weil insbesondere den Sozialisten (beispielsweise unter Bettino Craxi) die Dominanz der Christdemokraten zu stark war.
Die Democrazia Cristiana ging wechselnde Koalitionen von bis zu fünf Parteien ein und tendierte je nach Koalitionspartnern und vorherrschenden DC-Flügeln etwas nach links oder rechts. Die vier Koalitionspartner der DC waren die Sozialisten (PSI), die Sozialdemokraten (PSDI), die Republikaner (PRI) und die Liberalen (PLI). In den 1980ern wurde diese Fünferkoaltion als Pentapartito bezeichnet.
Als 1992 die Mailänder Staatsanwaltschaft nachwies, dass mehrere Spitzenpolitiker der DC und der PSI in Korruptionsfälle verstrickt waren (siehe Mani Pulite), geriet die DC in eine schwere Krise und das Parteienspektrum ordnete sich völlig neu. Die DC wurde 1994 wieder auf Partito Popolare Italiano (PPI) umbenannt – wie zur Gründung 1942 – und zwei größere Gruppen spalteten sich von ihr ab:
- Das konservativere Lager bildete die CCD (Centro Cristiano Democratico),
- ein linker Flügel der PPI gründete die CS (Cristiano Sociali), die im Bündnis der Linksdemokraten (Democratici di Sinistra) aufgingen.
- Aus der PPI und anderen gemäßigten Gruppen ging wiederum La Margherita hervor, die für sich allein schon eine Art Mitte-links-Gruppierung darstellte: Sie ist in der Partito Democratico aufgegangen.

Haupterbe der christdemokratischen Tradition ist heute die UDC (Unione di Centro).

### Sozialliberales Wahlbündnis in Österreich
Zur Nationalratswahl 2006 haben die SPÖ und das LiF ein Wahlbündnis geschlossen. Der LiF-Chef erhielt einen Fixplatz auf der SPÖ-Liste, dafür warben prominente LiF-Mitglieder (u. a. Karin Resetarits und Heide Schmidt) für die Wahl der SPÖ. Innerparteilich stieß dies jedoch teilweise auf Ablehnung. Dennoch gingen die beiden Parteien laut dem amtlichen Endergebnis aus der Wahl als Wahlsieger heraus.

## „Mitte-links“ als Begriff zur Verortung einzelner politischer Akteure
Insbesondere in der medialen Berichterstattung zum politischen Prozess in anderen Staaten wird der Begriff Mitte-links verwendet, um den Lesern die Einordnung der politischen Parteien zu vereinfachen. Der Begriff wird insbesondere zur Beschreibung von Parteiensystemen verwendet, in denen die Programmatik mehrerer relevanter Parteien als links aufgefasst wird.
Analog zum Gebrauch im Deutschen existieren in anderen europäischen Ländern Formulierungen wie centre gauche (französisch) und center-left (englisch). Bei der Beschreibung des deutschen Parteiensystems durch französisch- oder englischsprachige Medien werden diese Begriffe häufig zur politischen Einordnung der SPD verwendet.